# Palais Ryning
Le palais Ryning (en suédois : Ryningska palatset)  est un édifice situé dans le quartier de Gamla stan à Stockholm en Suède,,.

## Présentation
Le palais de Ryning, est un bâtiment de la propriété Atomena 1 à l'adresse Stora Nygatan 2 à l'extrémité sud de Riddarhustorget.
L'édifice a été conçu par l'architecte Simon de la Vallée et il a été construit de 1640 à 1644 pour le compte de l'amiral Erik Ryning (1592-1654).
Le bâtiment principal faisant face à Stora Nygatan présente une façade en plâtre coloré en rouge et un socle en granit. La façade à pignon donnant sur Gråmunkegränd est marquée jusqu'au troisième étage par des angle en blocs de granit. Face à Stora Nygatan s'élève un portail baroque en grès, sculpté par Aris Claeszon. 
Au-dessus du portail autour de l'entrée principale se trouvent les armes combinées de Ryning et de son épouse Maria Elisabet Kurzel flanquées de deux figures féminines représentant la foi et l'espoir.
Le bâtiment principal a été surélevé d'un étage et les bâtiments annexes faisant face au pont Munkbron Munkbron ont été modernisés dans les années 1770 par le maître maçon Alexander Högman.
Dans les années 1940, le palais a subi d'importants travaux de restauration, dirigés par l'architecte Artur von Schmalensee. 
Le palais a été classé Byggnadsminne en 1965. 
Le bâtiment du palais face à Stora Nygatan abrite aujourd'hui le tribunal du travail (sv), la maison Bergstrahl abrite les archives de la Cour suprême de Suède et les bâtiments annexes abritent le bureau du parti des chrétiens-démocrates depuis 2005.

## Galerie

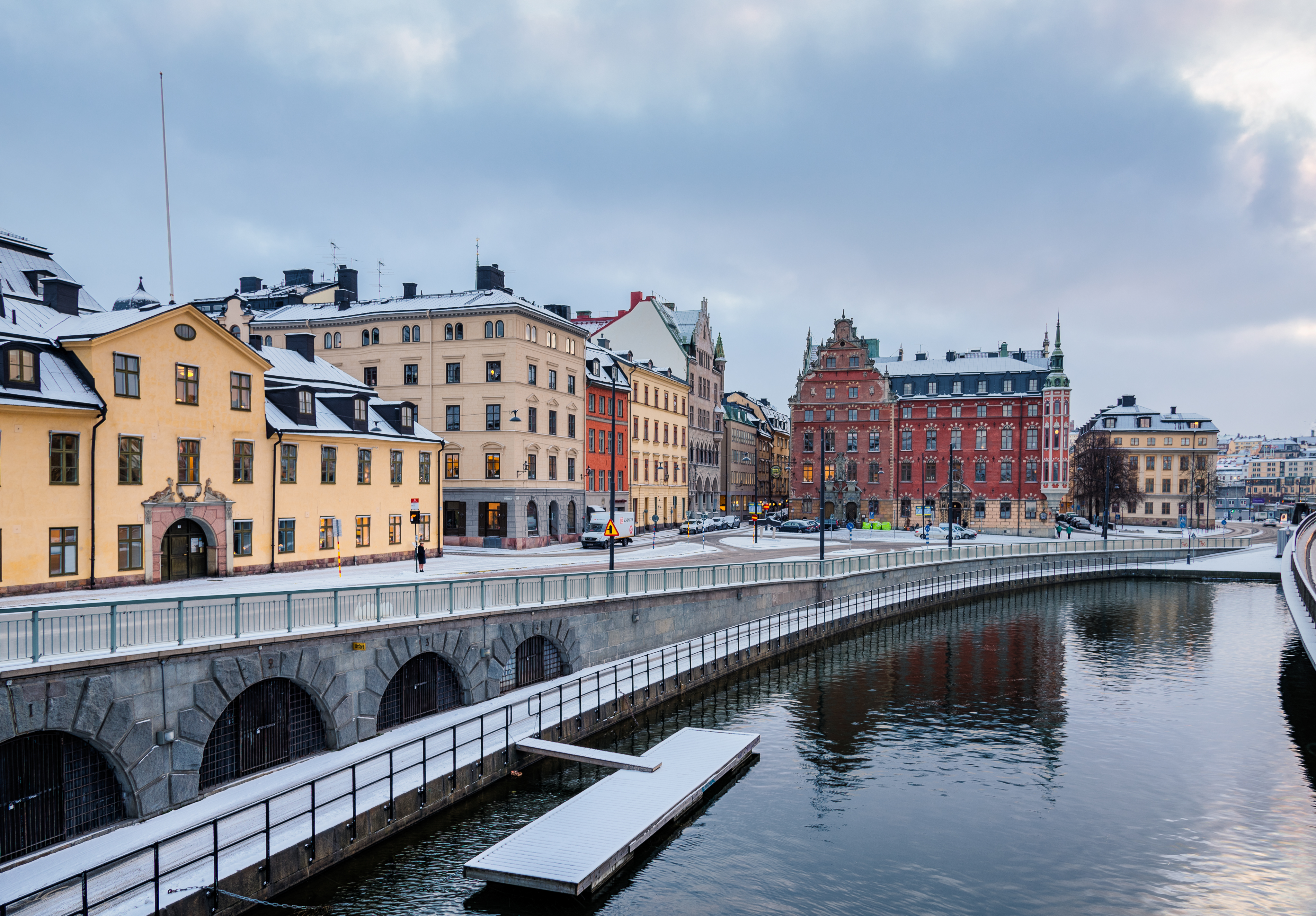
Le palais vu du Riddarholmsbron.
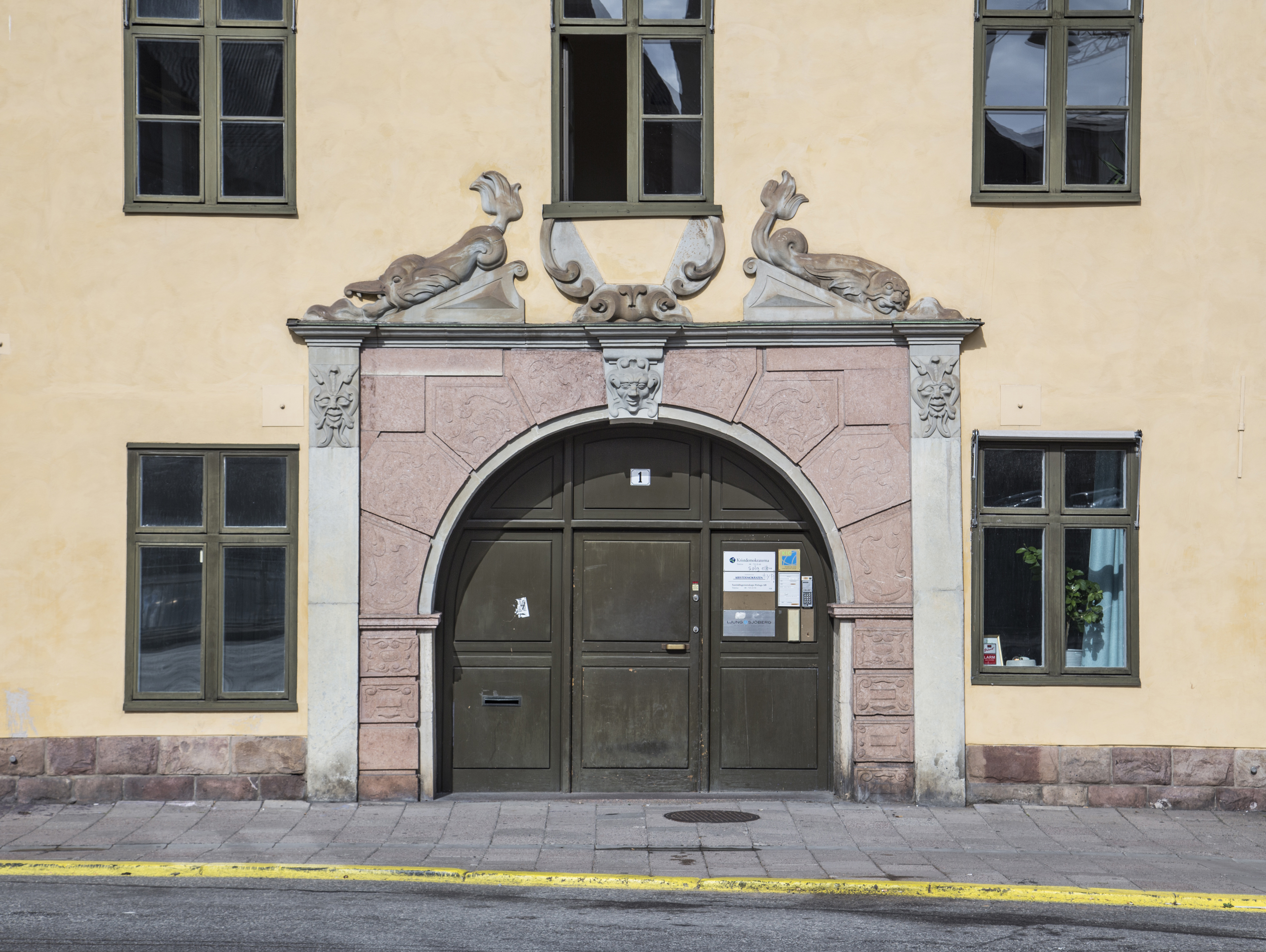
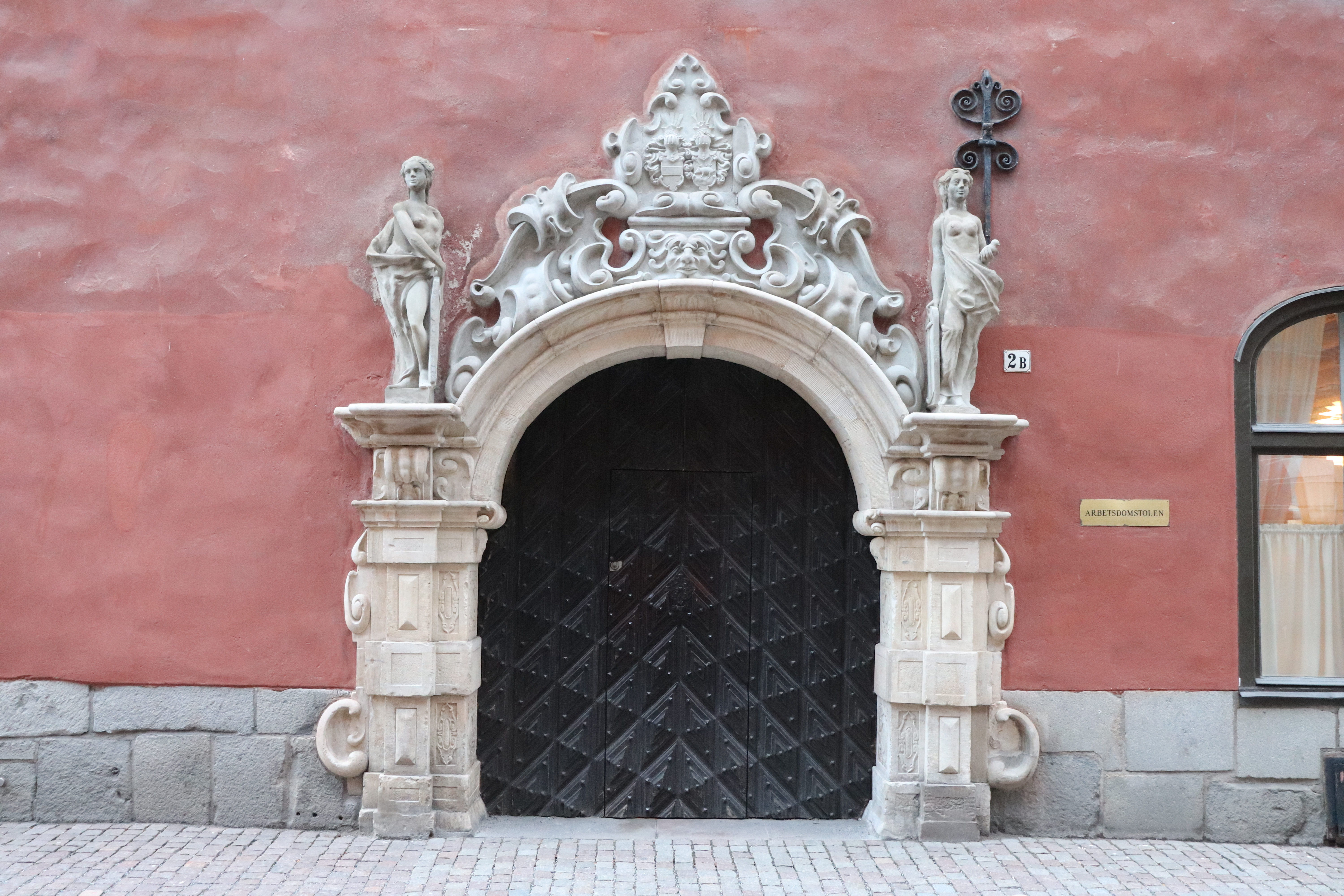
Stora Nygatan 2B.
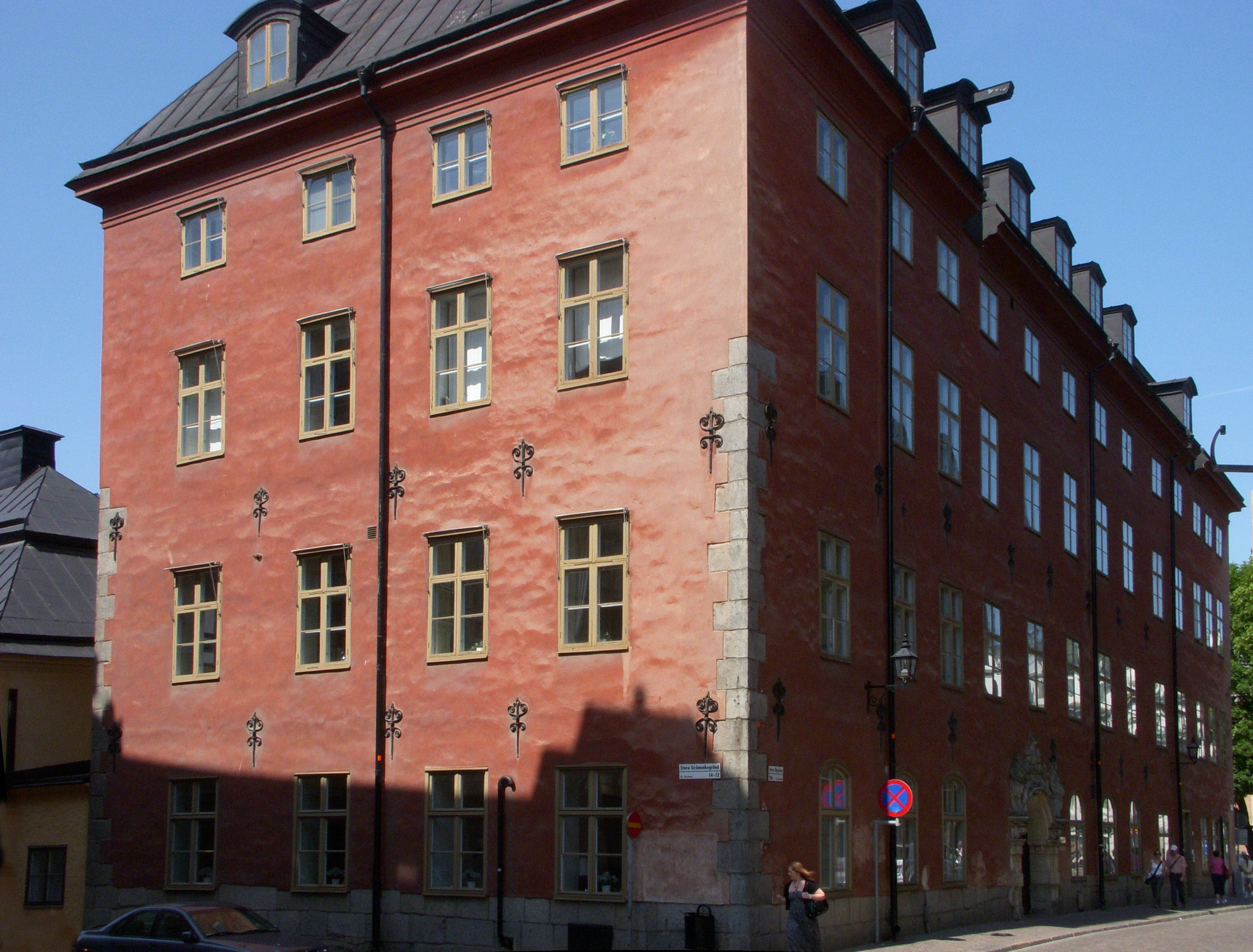
Façade de Stora Nygatan.